# El Salitre, Sinaloa
El Salitre är en ort i Mexiko.   Den ligger i kommunen Salvador Alvarado och delstaten Sinaloa, i den västra delen av landet, 1 100 km nordväst om huvudstaden Mexico City. El Salitre ligger 34 meter över havet och antalet invånare är 754.
Terrängen runt El Salitre är platt. Runt El Salitre är det ganska tätbefolkat, med 139 invånare per kvadratkilometer. Närmaste större samhälle är Guamúchil, 6,0 km öster om El Salitre. Trakten runt El Salitre består till största delen av jordbruksmark.